# Генри-Робинсон, Саманта
Саманта Генри-Робинсон (англ. Samantha Henry-Robinson; род. 25 сентября 1988, Кингстон, Ямайка) — ямайская легкоатлетка, олимпийская медалистка, спринтер.

## Биография
На Олимпийских играх 2012 года в Лондоне участвовала в эстафете 4x100 метров, что способствовало завоеванию серебряной медали командой Ямайки.
В 2014 году выиграла эстафету Америки на чемпионате мира по лёгкой атлетике в Марракеше.
На Панамериканских играх 2015 года в Торонто выиграла серебро в ямайской эстафете 4x100 метров.